# Международный уголовный суд

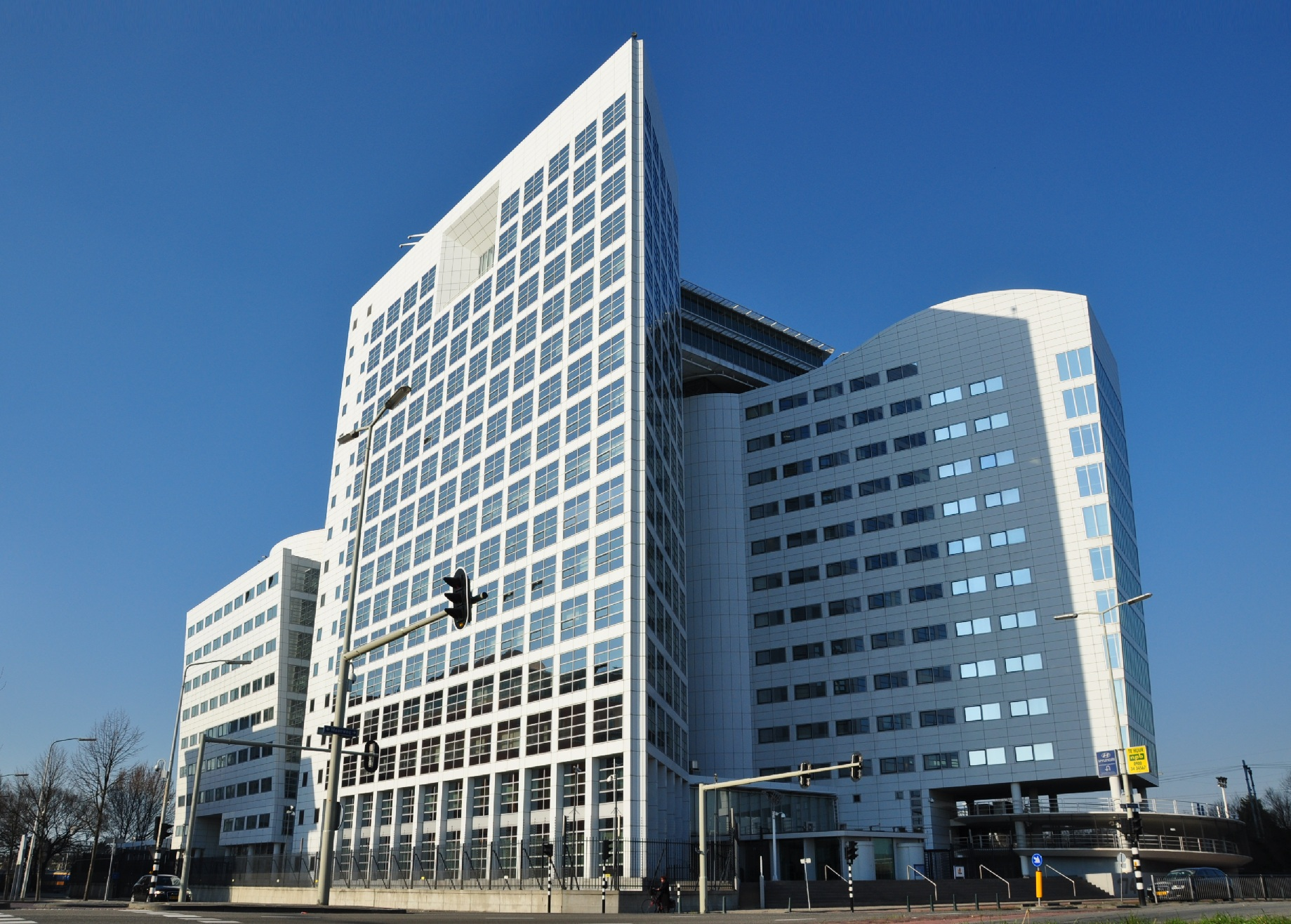
Бывшее здание МУС в Гааге до декабря 2015 года, сейчас в нём размещается Евроюст.

Междунаро́дный уголо́вный суд (фр. Cour pénale internationale; англ. International Criminal Court, ICC или ICCt; сокращённо — МУС) — первый постоянный международный орган уголовной юстиции, в компетенцию которого входит преследование лиц, ответственных за геноцид, военные преступления, преступления против человечности, а также преступления агрессии. Учреждён на основе Римского статута, принятого 17 июля 1998 года. Официально начал свою работу с 1 июля 2002 года, после вступления Римского статута в силу.
В отличие от других международных специальных (ad hoc) и смешанных уголовных судов, МУС является постоянным учреждением. В его компетенцию входят преступления, совершённые после вступления Римского статута в силу.
Местопребыванием является Гаага, однако по желанию суда заседания могут проходить в любом другом месте. Международный уголовный суд не следует путать с Международным судом ООН, который также заседает в Гааге, но имеет иную компетенцию. МУС не входит в официальные структуры Организации Объединённых Наций, хотя может возбуждать дела по представлению Совета Безопасности ООН.

## История
Международное сообщество давно стремилось к созданию постоянно действующего международного уголовного суда, но из-за всевозможных разногласий этот вопрос на протяжении длительного времени всегда откладывался. Ещё в 1948 году Генеральная Ассамблея ООН в своей резолюции указывала на необходимость создания специального юридического органа, который бы на постоянной основе занимался уголовным преследованием лиц, ответственных за совершение преступлений геноцида и других преступлений аналогичной тяжести. Работа над этим вопросом была поручена Комиссии международного права, которая пришла к выводу, что создание такого органа является желательным и возможным с точки зрения международного права, однако позже работа в этом направлении Генеральной Ассамблеей была приостановлена в связи с отсутствием консенсуса об определении понятия агрессии.
В середине XX века после Второй мировой войны международное сообщество достигло консенсуса только в отношении определения геноцида, преступлений против человечности и военных преступлений, приняв соответствующие международные документы по ним. Огромное влияние на формирование международного уголовного права оказали Нюрнбергский и Токийский процессы над лицами, виновными в совершении военных преступлений, преступлений против мира и против человечности во время Второй мировой войны. В дальнейшем в условиях биполярного мира и обострения холодной войны вопрос об учреждении международного уголовного суда больше не поднимался.
Только в конце 1980-х — начале 1990-х годах после окончания холодной войны к этому вопросу было вновь привлечено внимание. Сперва в 1989 году правительство Тринидада и Тобаго обратилось с письмом в Генеральную Ассамблею с просьбой возобновить работу над вопросом о международном уголовном суде, который в том числе обладал бы юрисдикцией в отношении преступлений, связанных с незаконным оборотом наркотических средств. Затем в 1991 году в бывшей Югославии началась кровопролитная гражданская война, а в 1994 году в Руанде произошёл геноцид. Совет Безопасности ООН отреагировал на две последние ситуации и своим решением учредил ad hoc трибуналы (МТБЮ и МТР) для привлечения к наказанию ответственных лиц. Однако, поскольку эти трибуналы были созданы для расследования преступлений, совершённых только в конкретное время и в рамках определённого конфликта, международным сообществом было достигнуто общее согласие о том, что окончательно назрел вопрос об учреждении независимого и постоянного уголовного суда. На своей 52-й сессии Генеральная Ассамблея по данному вопросу постановила созвать в 1998 году под эгидой ООН Дипломатическую конференцию в Риме с участием всех государств. 17 июля 1998 года международное сообщество достигло исторического рубежа, когда 120 государств подписало Римский статут — правовую основу для создания постоянного международного уголовного суда.
Международный уголовный суд (МУС) является первым постоянным международным органом уголовного правосудия, созданным на основе договора между государствами, который необходим, в первую очередь, для того, чтобы не допустить ситуации безнаказанности лиц, совершивших самые серьёзные преступления, вызывающие озабоченность всего международного сообщества в целом. МУС имеет статус независимой международной организации и не является частью структуры ООН. Он располагается в Гааге, Нидерланды. Расходы суда финансируются за счёт его государств-участников, а также возможны добровольные взносы от правительств, международных организаций, частных лиц, корпораций и других субъектов.
Римский статут вступил в силу 1 июля 2002 года после его ратификации 60 странами.

## Государства-участники

Государства — участники МУС
Государства, подписавшие, но не ратифицировавшие Римский статут
Государства, подписавшие, но впоследствии отозвавшие подпись
Бывшие государства — участники МУС
Государства, не подписавшие и не присоединившиеся к Римскому статуту

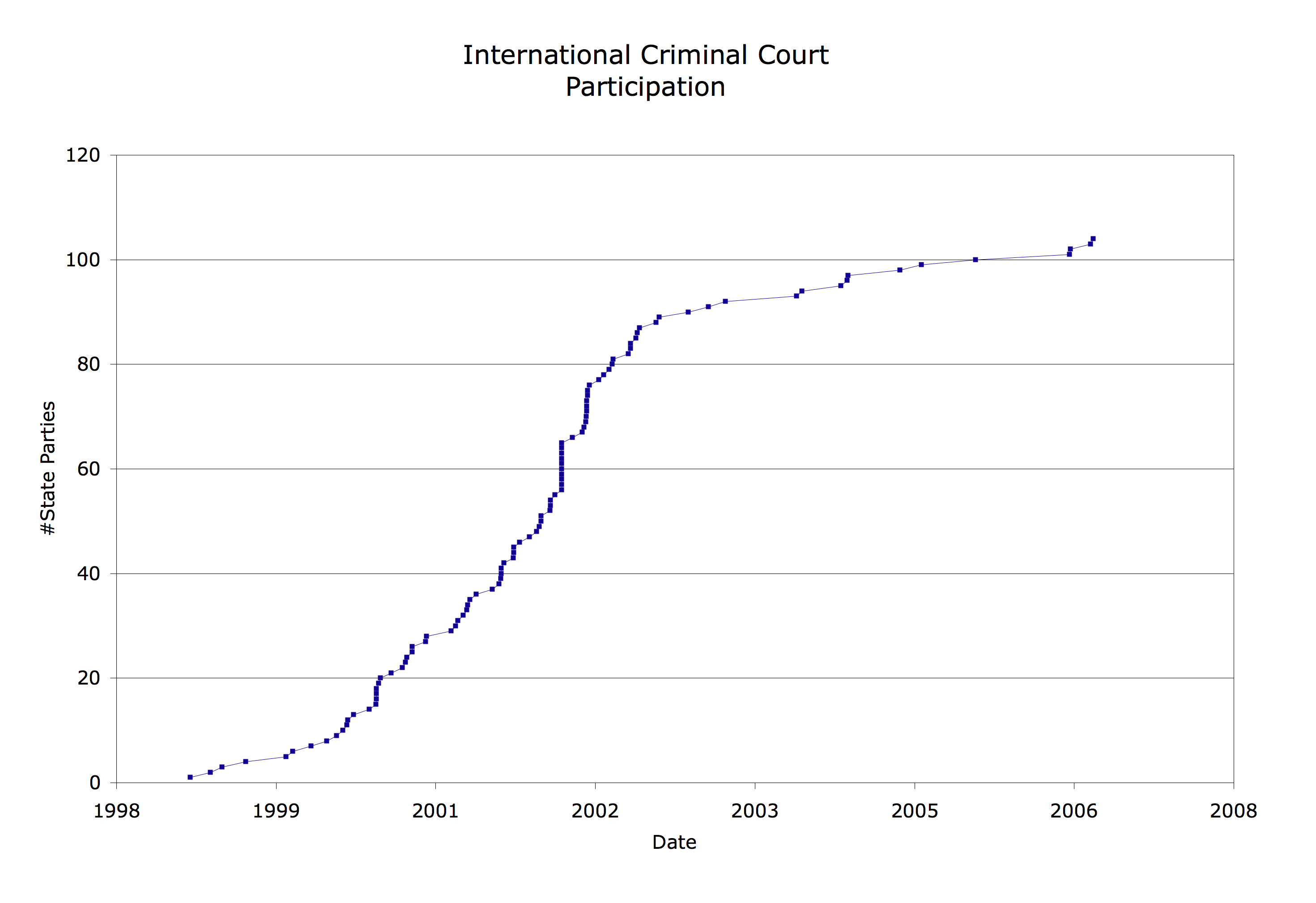
Рост числа государств, ратифицировавших Римский статут (1998—2006)

Государства становятся участниками МУС, а преступления, совершённые их гражданами либо на их территории, подсудными ему, по факту ратификации Римского статута.
По состоянию на апрель 2013 года Римский статут ратифицировали 123 государства во всём мире (Палестина ратифицировала Статут 2 января 2015 года). Из 193 государств — членов ООН его ратифицировало большинство стран мира — 121 (острова Кука не являются членом ООН), 31 — подписали, но не ратифицировали, а 41 — вовсе не подписали.
Государства-участники, ратифицировавшие Римский статут, делятся на следующие региональные группы: Африканские государства; Азиатские государства, в том числе государства в районе Тихого океана; Восточноевропейские государства; государства Латинской Америки и Карибского бассейна; Западная Европа и другие государства.
Из стран постсоветского пространства Римский статут подписали и ратифицировали Эстония, Латвия, Литва, Молдавия, Грузия, Таджикистан, Армения и Украина, подписали но не ратифицировали Узбекистан и Киргизия, не подписали Белоруссия, Азербайджан, Казахстан и Туркменистан, отозвала свою не ратифицированную подпись Россия.
По состоянию на апрель 2013 года, 34 государства — участника МУС относятся к африканским странам, 19 — к азиатским, 18 — к странам Восточной Европы, 27 — к странам Латинской Америки и Карибского бассейна и 25 — к странам Западной Европы и другим государствам.

### Ассамблея государств-участников
Ассамблея государств-участников учреждается для осуществления наблюдения за административной деятельностью Президиума Суда, Прокурора и Секретариата, а также для решения организационных вопросов связанных с деятельностью МУС. Каждое государство-участник имеет один голос, все решения на Ассамблее принимаются путем достижения консенсуса между участниками, в случае недостижения консенсуса вопрос ставится на голосование. Ассамблея возглавляется председателем и двумя сопредседателями, которые избираются участниками на трёхлетний срок. Сессии Ассамблеи проводятся один раз в год поочерёдно либо в Нью-Йорке, либо в Гааге, также могут проводиться специальные сессии в зависимости от обстоятельств. Сессии открыты для государств-наблюдателей и неправительственных организаций.
Ассамблея избирает судей и прокуроров, принимает бюджет Суда, определяет процессуальный порядок судопроизводства и правила доказывания, а также осуществляет контрольные полномочия за органами Суда. Римский статут позволяет Ассамблее отрешать от должности судей либо прокурора, которые совершили серьёзный проступок либо допустили серьёзное нарушение своих обязанностей и не в состоянии выполнять функции в соответствии с требованиями Статута.
Государства-участники не могут вмешиваться в судебные функции Суда.

### Государства, отказавшиеся от участия
Ряд стран принципиально возражает против самой идеи МУС как ограничивающей суверенитет государств и дающей неопределённо широкие компетенции суду; среди них — США, Китай, Индия, Израиль и Иран.
Самым ярым противником деятельности МУС являются США. Правительство США хотя и подписало Римский статут в 2000 году, но уже в 2002 году отозвало свою подпись. Изначально Билл Клинтон, подписывая документ, объяснил, что США не собираются ратифицировать Римский статут, пока в полной мере воочию не ознакомятся с работой Международного уголовного суда. В дальнейшем уже администрация Буша-младшего под предлогом защиты своих военнослужащих полностью отказалась от участия в Римском статуте, назвав его нарушающим национальные интересы и суверенитет США. Кроме того, в 2002 году был принят специальный Закон о защите американских военнослужащих, который разрешил применение военной силы для освобождения любого американского гражданина либо граждан из числа союзников США, задержанных на территории какого-нибудь государства по ордеру МУС. США заключили также двусторонние соглашения с рядом стран, в которых обязали их не выдавать подозреваемых американских граждан Международному уголовному суду, а в случае нарушения этих договорённостей США прекратят оказывать им военную помощь и любую иную поддержку.
Российская Федерация подписала Римский статут 13 сентября 2000 года, однако так и не ратифицировала его и, таким образом, государством — участником Международного уголовного суда не являлась. При этом Россия сотрудничала с МУС и участвовала в его работе в качестве наблюдателя. В 2016 году Россия отозвала свою подпись и прекратила сотрудничество с МУС — после того, как аннексия Крыма была признана оккупацией.
3 апреля 2025 года глава канцелярии премьер-министра Венгрии Гергей Гуйяш сообщил, что в этот день страна начинает процедуру выхода из под юрисдикции МУС. 29 апреля парламент Венгрии проголосовал за выход страны из МУС. Как было указано, посредством этого решения государство отказалось быть частью политизированного института, потерявшего авторитет и беспристрастность. Вместе этим Будапешт отказался от соблюдения Римского статута.

## Структура и состав суда

### Организационная структура

#### Президиум
Президиум суда образуют его Председатель, первый и второй Вице-председатели. Они избираются абсолютным большинством голосов судей на трёхлетний срок и могут быть переизбраны только один раз.
Президиум осуществляет текущее управление делами Суда, координирует деятельность с Прокурором и выполняет иные функции, связанные с работой Суда.

#### Отделения и палаты суда
Структура собственно судебного компонента Международного уголовного суда состоит из Апелляционного отделения, Судебного отделения и Отделения предварительного производства. В свою очередь отделения включают в себя палаты, их количество может быть различным в зависимости от степени сложности находящихся в производстве суда дел.
Апелляционное отделение состоит из Председателя и ещё четырёх судей, а Судебное отделение и Отделение предварительного производства — не менее чем из шести судей каждые. При этом в Апелляционную палату должны входить сразу все судьи Апелляционного отделения, в одну Судебную палату — не менее трёх судей Судебного отделения, а в одну Палату предварительного производства — не менее трёх судей либо одного судьи соответствующего отделения в зависимости от сложности рассматриваемого дела.

#### Канцелярия Прокурора
Канцелярия Прокурора является независимым органом МУС, которая уполномочена осуществлять уголовное преследование ответственных за преступления лиц и предъявлять им обвинения. Канцелярия возглавляется Главным Прокурором. Независимость прокуратуры обебспечивается тем, что Прокурор и его заместители назначаются не Судом, а избираются Ассамблеей государств-участников наравне с судьями также сроком на девять лет, повторно переизбраны быть не могут и не должны представлять одно государство.
С июня 2021 года Главным Прокурором МУС является Карим Ахмад Хан (Великобритания).
Ранее эту должность занимали: с 2012 по 2021 год — Фату Бенсуда (Гамбия), с 2003 по 2012 год — Луис Морено Окампо (Аргентина).

#### Секретариат
Секретариат отвечает за несудебные аспекты управления делами и обслуживания Суда. Возглавляется секретарём, который избирается судьями на пятилетний срок.

### Судьи

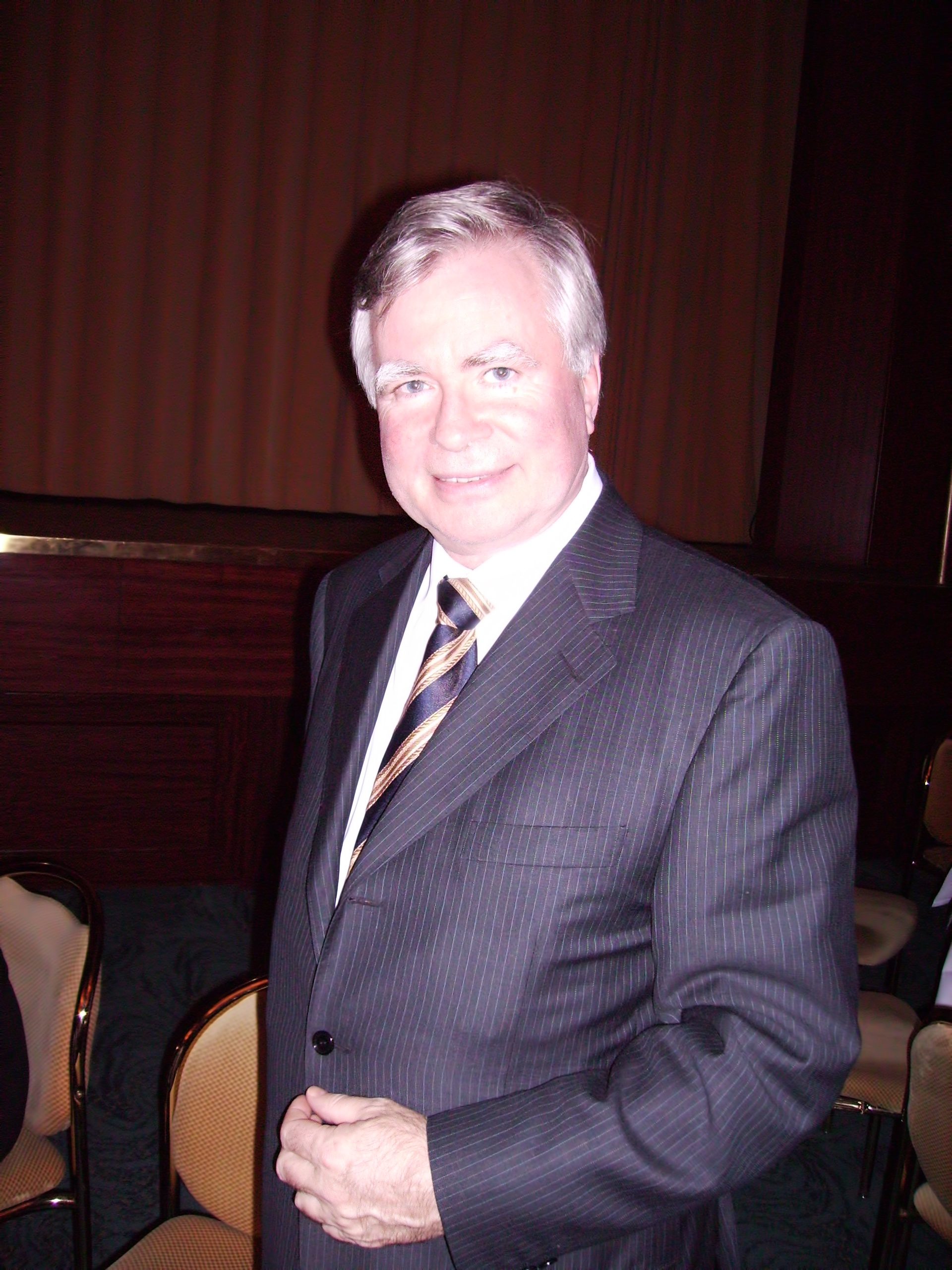
Филипп Кирш (Канада), председатель суда с 2003 по 2009 год

Международный уголовный суд состоит из 18 судей, избираемых на 9 лет Ассамблеей государств — участников суда, причём каждая из региональных групп должна быть представлена по крайней мере 2 судьями. В настоящее время (апрель 2017 года) 3 судей представляют Восточную Европу, 3 — Азию, 4 — Африку, 3 — Латинскую Америку, а остальные 5 — Западную Европу и другие государства.
Все судьи избираются по двум спискам. Список «А» включает в себя лиц, являющихся признанными специалистами в сфере уголовного права и процесса, а также обладающих необходимым опытом работы в качестве судьи, прокурора либо адвоката в этой сфере. Список «В» состоит из лиц, которые являются авторитетными специалистами в сфере международного права, а именно в области международного гуманитарного права и прав человека, и имеют большой опыт юридической практики.
Кандидаты на должность судьи должны получить наибольшее число голосов и большинство в две трети голосов государств-участников, присутствующих и принимающих участие в голосовании. В состав суда не могут одновременно входить два лица, представляющих одно и то же государство.
При отборе судей учитываются следующие критерии:
- представительство основных правовых систем мира;
- пропорциональное географическое представительство в зависимости от количества государств в региональных группах;
- равное представительство судей женского и мужского пола.

Если срок службы судьи истёк, но при этом в той палате, где он заседал, было начато с его участием судебное рассмотрение конкретного дела, он вправе оставаться в должности судьи до тех пор, пока это дело не будет рассмотрено по существу.

#### Действующий состав
| Имя                                               | Страна            | Вступил в должность | Окончание срока | Региональная группа | Палата                        |
| ------------------------------------------------- | ----------------- | ------------------- | --------------- | ------------------- | ----------------------------- |
| Основной состав судей:                            |                   |                     |                 |                     |                               |
| Джоанна Корнер                                    | Великобритания    | 2021                | 2030            | Западная Европа     | Судебная                      |
| Гоча Лорткипанидзе                                | Грузия            | 2021                | 2030            | Восточная Европа    | Апелляционная                 |
| Сокоро Флорес Лиера                               | Мексика           | 2021                | 2030            | Латинская Америка   | Предварительного производства |
| Серхио Херардо Угальде Годинес                    | Коста-Рика        | 2021                | 2030            | Латинская Америка   | Судебная                      |
| Миатта Мария Самба                                | Сьерра-Леоне      | 2021                | 2030            | Африка              | Судебная                      |
| Альтея Вайолет Алексис-Виндзор                    | Тринидад и Тобаго | 2021                | 2030            | Латинская Америка   | Судебная                      |
| Ки Бонг Пэк                                       | Республика Корея  | 2024                | 2033            | Азия                | Судебная                      |
| Эрденесбальсурен Дамдин                           | Монголия          | 2024                | 2033            | Азия                | Апелляционная                 |
| Юлия Моток                                        | Румыния           | 2024                | 2033            | Восточная Европа    | Предварительного производства |
| Бети Хохлер                                       | Словения          | 2024                | 2033            | Восточная Европа    | Судебная                      |
| Хайкель Бен Махфуд                                | Тунис             | 2024                | 2033            | Африка              | Предварительного производства |
| Николя Гийу                                       | Франция           | 2024                | 2033            | Западная Европа     | Судебная                      |
| Рене Алапини-Ганьсу (Второй Вице-президент)       | Бенин             | 2018                | 2027            | Африка              | Предварительного производства |
| Томоко Аканэ (Председатель суда)                  | Япония            | 2018                | 2027            | Азия                | Апелляционная                 |
| Соло Балунги Боссо                                | Уганда            | 2018                | 2027            | Африка              | Апелляционная                 |
| Лус дель Кармен Ибаньес Карранса                  | Перу              | 2018                | 2027            | Латинская Америка   | Апелляционная                 |
| Кимберли Прост                                    | Канада            | 2018                | 2027            | Западная Европа     | Судебная                      |
| Розарио Сальваторе Айтала (Первый Вице-президент) | Италия            | 2018                | 2027            | Западная Европа     | Предварительного производства |
| Судьи Ad litem:                                   |                   |                     |                 |                     |                               |
| Марк Перрен де Бришамбо                           | Франция           | 2015                | 2024            | Западная Европа     | Предварительного производства |
| Чан-Хо Чун                                        | Республика Корея  | 2015                | 2024            | Азия                | Судебная                      |
| Бертрам Шмитт                                     | Германия          | 2015                | 2024            | Западная Европа     | Судебная                      |
| Петер Ковач                                       | Венгрия           | 2015                | 2024            | Восточная Европа    | Предварительного производства |

#### Бывшие судьи
| Имя                                                 | Страна            | Начало срока | Окончание срока |
| --------------------------------------------------- | ----------------- | ------------ | --------------- |
| Туилома Нерони Слейд                                | Самоа             | 2003         | 2006            |
| Морин Хардинг Кларк                                 | Ирландия          | 2003         | 2006            |
| Клод Жорда                                          | Франция           | 2003         | 2007            |
| Карл Хадсон-Филлипс                                 | Тринидад и Тобаго | 2003         | 2007            |
| Наванетхем Пиллэй                                   | ЮАР               | 2003         | 2008            |
| Филипп Кирш (бывший Председатель)                   | Канада            | 2003         | 2009            |
| Георгиос Пикис                                      | Кипр              | 2003         | 2009            |
| Мауро Полити                                        | Италия            | 2003         | 2009            |
| Фумико Сайга                                        | Япония            | 2007         | 2009            |
| Даниэль Нсереко                                     | Уганда            | 2007         | 2012            |
| Рене Блаттманн                                      | Боливия           | 2003         | 2012            |
| Эйдриен Фулфорд                                     | Великобритания    | 2007         | 2012            |
| Элизабет Одьё Бенито                                | Коста-Рика        | 2007         | 2012            |
| Сильвия Стайнер                                     | Бразилия          | 2003         | 2012            |
| Энтони Кармона                                      | Тринидад и Тобаго | 2012         | 2013            |
| Бруно Котте                                         | Франция           | 2007         | 2014            |
| Фатумата Дембеле Диарра                             | Мали              | 2003         | 2014            |
| Мириам Дефенсор-Сантьяго                            | Филиппины         | 2012         | 2014            |
| Ханс-Петер Кауль                                    | Германия          | 2003         | 2015            |
| Эркки Коурула                                       | Финляндия         | 2003         | 2015            |
| Акуа Куеньехиа                                      | Гана              | 2003         | 2015            |
| Сон Санхён (бывший Председатель)                    | Республика Корея  | 2003         | 2015            |
| Екатерина Трендафилова                              | Болгария          | 2006         | 2015            |
| Анита Ушацка                                        | Латвия            | 2003         | 2015            |
| Санджи Ммазеноно Монагенг                           | Ботсвана          | 2009         | 2018            |
| Джойс Алуош                                         | Кения             | 2009         | 2018            |
| Кристина Ван ден Вингарт                            | Бельгия           | 2009         | 2018            |
| Сильвия Фернандес де Гурменди (бывший Председатель) | Аргентина         | 2009         | 2018            |
| Куно Тарфуссер                                      | Италия            | 2009         | 2018            |
| Кунико Одзаки                                       | Япония            | 2009         | 2018            |
| Рауль Кано Пангаланган                              | Филиппины         | 2015         | 2024            |
| Пётр Хофманьский (бывший Председатель)              | Польша            | 2015         | 2024            |

## Юрисдикция

### Предметная юрисдикция
Предметная юрисдикция суда ограничена следующими видами преступлений:
1. Геноцид — намерение целиком или частично истребить национальную, этническую, расовую, религиозную или иную социальную группу как таковую.
2. Преступления против человечности — часть масштабного или систематического преследования, направленного против мирного населения, причём о возможном преследовании преступнику заранее было известно.
3. Военные преступления — нарушение законов и обычаев ведения войны, регулирующих поведение вооружённых формирований во время войны и защищающих гражданское население, военнопленных, культурное достояние и др.
4. Преступление агрессии (с 2010 г.)

В компетенцию Международного уголовного суда предлагалось также включить агрессию. Однако во время переговоров в Риме стороны не смогли прийти к единому определению этого преступления и поэтому было решено, что пока Суд не может осуществлять правосудия по вопросам, связанным с преступной агрессией. В 2010 году предметная юрисдикция суда расширена: добавлено преступление агрессии.

### Временна́я юрисдикция
Компетенция Суда ограничена также и во времени, а именно преступлениями, совершёнными после 1 июля 2002 года, даты вступления Римского статута в силу. Если некоторый конфликт — например, восстание Господней армии сопротивления продолжается с 1987 года, то компетенция Суда ограничена теми действиями, которые были там совершены после 1 июля 2002 года.

### Территориальная и персональная юрисдикция
В компетенцию Суда входят только преступления, которые были совершены либо на территории государства-участника, либо гражданином государства-участника. Если не соблюдается ни личный, ни территориальный принцип, Суд не может действовать. Это положение гарантирует право государств решать, подвергать или нет своих граждан или свою территорию юрисдикции МУС.
Однако у этого принципа есть два исключения: во-первых, Совет Безопасности ООН может, посредством резолюции, принятой согласно главе VII Устава ООН, передать в Суд некоторую ситуацию, затрагивающую преступления, которые не были совершены ни на территории государства-участника, ни гражданами государства-участника. Совет Безопасности воспользовался этим правом, когда передал в Суд ситуацию в Дарфуре. Судан не является государством — участником МУС. Во-вторых, в соответствии с п. 3 ст. 12 Статута, государство, не являющееся участником Статута, может посредством заявления, представленного Секретарю суда, признать осуществление Судом юрисдикции в отношении конкретного преступления.

## Порядок возбуждения дел
Важно подчеркнуть, что МУС действует только в случае, если государство, на территории которого совершено преступление или гражданином которого является преступник, не желает или фактически не может осуществить расследование и выдвинуть против него обвинение.
Эта система, так называемая система дополнительности, оставляет государствам первичную ответственность расследования и выдвижения обвинений по международным преступлениям. В отличие от созданных ad hoc трибуналов ООН по бывшей Югославии и по Руанде, компетенция государства имеет приоритет над компетенцией международного суда.
Однако, если правоохранительная деятельность, предпринятая каким-нибудь государством, не соответствует международным процессуальным стандартам или имеет целью защиту связанного с преступлением лица от юрисдикции МУС, этот последний имеет право осуществить правосудие по данному случаю.
Суд не может автоматически осуществить правосудие по любому предполагаемому преступлению. Для этого нужен один из следующих механизмов, которые задействуют это право:
- одно из государств-участников передаёт прокурору суда некоторую ситуацию;
- Совет Безопасности ООН передаёт Суду некоторую ситуацию (в том числе и в отношении тех государств, которые не являются участниками МУС);
- прокурор МУС начинает расследование в отношении какого-либо государства-участника по своей инициативе (proprio motu).[22]

В последнем случае действия прокурора должны быть подтверждены палатой предварительного производства, состоящей из трёх независимых и беспристрастных судей.
Кроме того, каждый ордер на арест и каждое обвинение, выданное прокурором, должны утверждаться комитетом из трёх судей, принимающим решения исключительно в соответствии со строго определёнными правовыми принципами и доказательствами, которые предоставляет прокурор.

## Деятельность суда

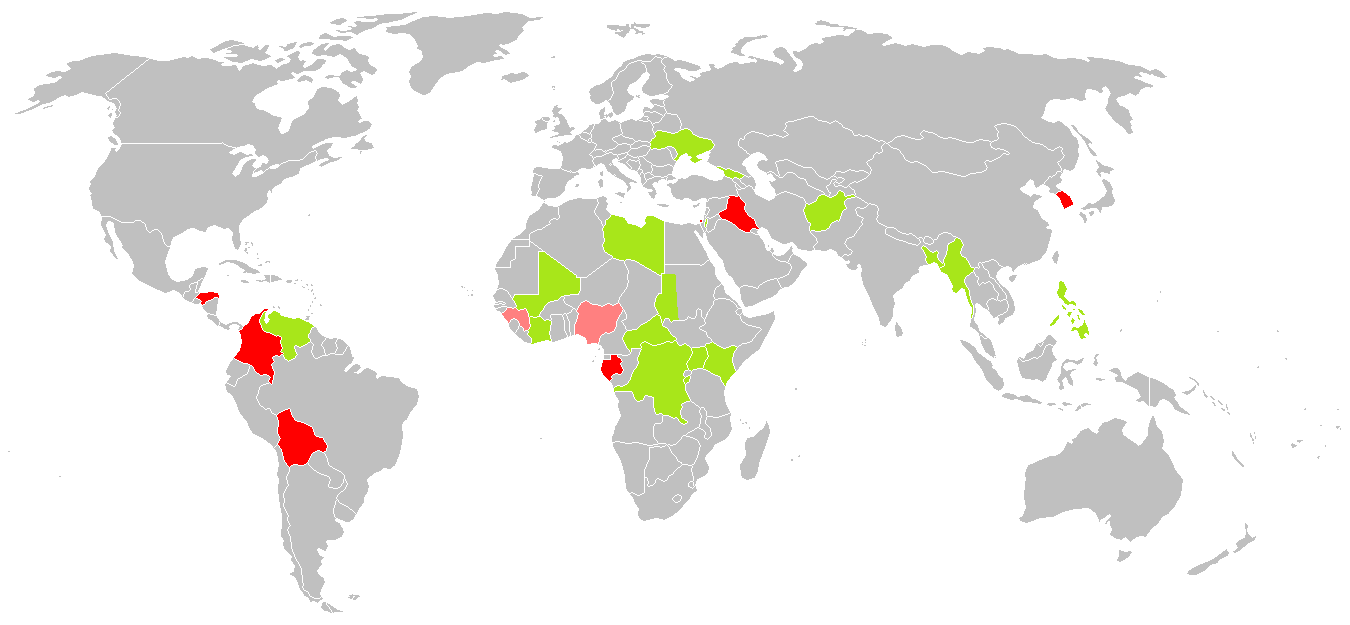
Официальное расследование
Изучение и оценка ситуации
Отказ в возбуждении расследования после изучения ситуации

После занявшего примерно три года процесса формирования и комплектации Международного уголовного суда он начал свою работу.
Всего Суд получил жалобы о предполагаемых преступлениях по крайней мере в 139 странах, однако в настоящее время прокурором суда возбуждено расследование только в отношении восьми ситуаций в Африке: в Демократической Республике Конго, Уганде, Центральноафриканской Республике; в суданском регионе Дарфур; Кении, Ливии, Кот-д'Ивуаре и Мали. Из них четыре были переданы в суд самими государствами как заинтересованными сторонами (Уганда, Демократическая Республика Конго, Центральноафриканская Республика и Мали), два были переданы Советом Безопасности ООН (Дарфур и Ливия), а два были начаты по собственной инициативе прокурором (Кения и Кот-д’Ивуар).
В 2006 году началось рассмотрение Судом конкретных дел. 17 марта 2006 года был арестован и предан Международному уголовному суду гражданин Демократической Республики Конго Томас Лубангу Дьило, лидер «Союза конголезских патриотов», участник итурийского конфликта. Он был обвинён в призыве на воинскую службу детей в возрасте до 15 лет и использовании их в военных действиях. Начало суда над Лубангой планировалось на январь 2007 года, затем — на июнь 2008 года, но оба раза откладывалось по процедурным соображениям. Суд начался 26 января 2009 года. 14 марта 2012 года Лубанга был признан виновным по предъявленным ему обвинениям. Это был первый обвинительный вердикт МУС.
Кроме того, прокурор выдал ордеры на арест пяти членов вооружённого формирования Господня армия сопротивления в Уганде, обвиняемых в похищении тысяч детей, которых они насильно вербовали в свои ряды либо использовали в качестве домашней прислуги или сексуальных рабов.
21 июля 2008 года Международный уголовный суд выдал ордер на арест президента Судана Омара аль-Башира по обвинению в геноциде в связи с конфликтом в Дарфуре. Таким образом, аль-Башир стал первым действующим главой государства, против которого было выдвинуто обвинение органом международной юстиции.
27 июня 2011 года Международный уголовный суд выдал ордеры на арест ливийского лидера Муаммара Каддафи, его сына Саифа аль-Ислама и главы ливийской разведки Абдуллы аль-Сенусси, обвинив их в преступлениях против человечности. Главный прокурор МУС Луис Морено Окампо в мае 2011 года просил выдать ордеры за «предумышленное» убийство демонстрантов в Ливии после того, как Совет безопасности ООН обратился с данным вопросом к суду. В постановлении МУС сообщил, что существуют «достаточные основания» считать, что Каддафи, его сын и аль-Сенусси совершили преступления, попадающие под юрисдикцию суда, и что следует выдать ордер на их арест. Проведение арестов, однако, является сложной задачей для МУС из-за отсутствия собственной полиции, что заставляет суд полагаться в этом деле на страны-участницы. 22 ноября 2011 года ордер на арест Муаммара Каддафи был отозван из-за его смерти. Саиф аль-Ислам и Абдулла Сенусси задержаны и находятся под стражей в Ливии, но в Международный уголовный суд до сих пор не переданы.
В декабре 2012 года Международный уголовный суд оправдал Мэтью Нгуджоло Чуи из Демократической Республики Конго. Он был обвинён в совершении военных преступлений и преступлений против человечности во время итурийского конфликта. Судьи постановили, что представленные обвинением доказательства и показания свидетелей не позволяют в полной мере без сомнений прийти к заключению, что Матье Нгуджоло Чуи был командиром боевиков, которые причастны к нападению на деревню Богоро.
4 марта 2013 году один из обвиняемых по делу о ситуации в Кении Ухуру Кениата был избран президентом этой страны в ходе всеобщих выборов.
30 ноября 2011 года перед судом предстали Лоран Гбагбо, бывший президент Кот-д'Ивуар, и его помощник Шарль Бле Гуде. Им были предъявлены обвинения в преступлениях против человечества, совершённых в ходе вооружённого конфликта в Кот-д’Ивуаре (2010—2011). 28 января 2016 года начались слушания по делу. Наблюдатели отмечают, что Гбагбо стал первым в истории бывшим главой государства, который лично предстал перед уголовным судом. 15 января 2019 года Гбагбо был оправдан Международным уголовным судом.
12 апреля 2019 года Международный уголовный суд отказался расследовать действия американских военных в Афганистане. Президент США Дональд Трамп назвал данное решение суда «крупной международной победой».
17 марта 2023 года Международный уголовный суд выдал ордер на арест президента России Владимира Путина и уполномоченного при президенте РФ по правам ребёнка Марии Львовой-Беловой по подозрению в незаконной депортации украинских детей в Россию в ходе вторжения в Украину.
20 мая 2024 года прокурор МУС Карим Хан попросил суд выдать ордер на арест премьер-министра Израиля Биньямина Нетаньяху, министра обороны этой страны Йоава Галанта по обвинению, помимо прочего, в убийстве мирных жителей, использовании голода как способа ведения войны и других военных преступлениях. Также Хан запросил ордера на арест трех лидеров группировки ХАМАС Исмаила Хании, Мухаммада Дейфа и Яхьи Синвара, которые, по его мнению, виновны в преступлениях против человечности и военных преступлениях.
24 мая МУС также, по обращению ЮАР постановил, что  Израиль должен немедленно остановить проводимую им военную операцию в Рафахе, обеспечить сохранность любых доказательств предполагаемого геноцида в секторе Газа и допустить в регион следователей, уполномоченных судом. Однако, 28 июня палата предварительного производства МУС отложила выдачу ордера на арест Нетаньяху, Галанта и лидеров ХАМАС. Это было сделано по требованию Великобритании.
21 ноября Международный Уголовный Суд выдал ордеры на арест премьер-министра Израиля Биньямина Нетаньяху и министра обороны Йоава Галанта.
6 февраля Президент США Дональд Трамп подписал указ о финансовых санкциях против Международного уголовного суда. "Я, Дональд Трамп, президент Соединенных Штатов Америки, считаю, что Международный уголовный суд (МУС) совершает незаконные и безосновательные действия, направленные против Америки и нашего близкого союзника Израиля", - говорится в указе.

### Список обвиняемых
| Имя | Обстоятельства | Обстоятельства                 | Обвинение предъявлено | Г | ПЧ | ВП | Неув. | Переданы в МУС    | Текущий статус | ОЗ      |
| --- | -------------- | ------------------------------ | --------------------- | - | -- | -- | ----- | ----------------- | --- | ------- |
| Джозеф Кони |                | Ситуация в Уганде              | 8 июля 2005           | — | 12 | 21 | —     |                   | Находится на свободе | [ 46 ]  |
| Раска Луквия |                | Ситуация в Уганде              | 8 июля 2005           | — | 1  | 3  | —     |                   | Умер 12 августа 2006; дело прекращено 11 июля 2007 | [ 48 ]  |
| Окот Одхиамбо |                | Ситуация в Уганде              | 8 июля 2005           | — | 3  | 7  | —     |                   | Дело прекращено в связи со смертью | [ 49 ]  |
| Доминик Онгуэн |                | Ситуация в Уганде              | 8 июля 2005           | — | 3  | 4  | —     | 26 января 2015    | 6 мая 2021 приговорён к 25 годам лишения свободы | [ 50 ]  |
| Винсент Отти |                | Ситуация в Уганде              | 8 июля 2005           | — | 11 | 21 | —     |                   | Умер 2 октября 2007 | [ 54 ]  |
| Томас Лубанга Дьило |                | Итурийский конфликт            | 10 февраля 2006       | — | —  | 3  | —     | 17 марта 2006     | 10 июля 2012 года приговорён к 14 годам лишения свободы. Освобождён 15 марта 2020 года после отбытия срока. | [ 56 ]  |
| Боско Нтаганда[A] |                | Итурийский конфликт            | 22 августа 2006       | — | 3  | 7  | —     | 22 марта 2013     | 7 ноября 2019 приговорен к 30 годам лишения свободы. | [ 59 ]  |
| Жермен Катанга |                | Итурийский конфликт            | 2 июля 2007           | — | 4  | 9  | —     | 17 октября 2007   | 23 мая 2014 года Катанга был приговорён к 12 годам заключения. | [ 61 ]  |
| Мэтью Нгуджоло Чуи |                | Итурийский конфликт            | 6 июля 2007           | — | 4  | 9  | —     | 6 февраля 2008    | Полностью оправдан (выпущен на свободу 21 декабря 2012) | [ 61 ]  |
| Калликста Мбарушимана |                | Итурийский конфликт            | 28 сентября 2010      | — | 5  | 6  | —     | 25 января 2011    | Обвинения сняты 16 декабря 2011 (выпущен на свободу 23 декабря 2011) | [ 66 ]  |
| Сильвестр Мудакумура |                | Итурийский конфликт            | 13 июля 2012          | — | —  | 9  | —     |                   | Находится на свободе | [ 67 ]  |
| Жан-Пьер Бемба |                | Ситуация в ЦАР                 | 23 мая 2008           | — | 3  | 5  | —     | 3 июля 2008       | Суд начался 22 ноября 2010. 21 июня 2016 года Бемба был приговорён к 18 годам тюрьмы за военные преступления и преступления против человечества; в марте 2017 года он получил дополнительно год тюрьмы и штраф за подкуп свидетелей. По результатам апелляции первый приговор был отменён 6 июня 2018 года | [ 72 ]  |
| Альфред Йекатом |                | Ситуация в ЦАР                 | 30 октября 2018       | — |    | 12 | —     | 20 ноября 2018    | В процессе рассмотрения | [ 73 ]  |
| Патрис-Эдуард Нгайссона |                | Ситуация в ЦАР                 | 7 декабря 2018        | — | 7  | 9  | —     | 25 января 2019    | В процессе рассмотрения |         |
| Максим Моком |                | Ситуация в ЦАР                 | 10 декабря 2018       | — | 9  | 13 | —     | 22 марта 2022     | В процессе рассмотрения |         |
| Махамад Саид Абдель Кани |                | Ситуация в ЦАР                 | 7 января 2019         | — | 8  | 6  | —     | 29 января 2022    | В процессе рассмотрения |         |
| Нуреддин Адам |                | Ситуация в ЦАР                 | 7 января 2019         | — | 5  | 1  | —     |                   | Находится на свободе |         |
| Ахмад аль-Факи аль-Махди |                | Ситуация в Мали                | 18 сентября 2015      | — | —  | 1  | —     | 30 сентября 2015  | Приговорён к 9 годам лишения свободы |         |
| Аль Хасан Аг Абдул Азиз |                | Ситуация в Мали                | 27 марта 2018         | — | 4  | 4  | —     | 4 апреля 2018     | В процессе рассмотрения |         |
| Омар аль-Башир [B] |                | Дарфурский конфликт            | 4 марта 2009          | 3 | 5  | 2  | —     |                   | Находится под стражей по обвинениям, предъявленым на основании национального законодательства | [ 74 ]  |
| Бахар Идрисс Абу Гарда |                | Дарфурский конфликт            | 7 мая 2009            | — | —  | 3  | —     | Вызван повесткой  | Обвинения сняты 8 февраля 2010 | [ 76 ]  |
| Абдалла Банда |                | Дарфурский конфликт            | 27 августа 2009       | — | —  | 3  | —     | Вызван повесткой  | Дело в стадии предварительного производства | [ 78 ]  |
| Салех Джербо |                | Дарфурский конфликт            | 27 августа 2009       | — | —  | 3  | —     | Вызван повесткой  | Дело в стадии предварительного производства | [ 79 ]  |
| Ахмад Харун |                | Дарфурский конфликт            | 27 апреля 2007        | — | 20 | 22 | —     |                   | Находится на свободе | [ 80 ]  |
| Али Кушайб |                | Дарфурский конфликт            | 27 апреля 2007        | — | 22 | 28 | —     | 15 июня 2020      | В процессе рассмотрения | [ 81 ]  |
| Абдель Рахим Хуссейн |                | Дарфурский конфликт            | 1 марта 2012          | — | 7  | 6  | —     |                   | Находится на свободе | [ 82 ]  |
| Моххамед Хуссейн Али |                | Кризис в Кении                 | 8 марта 2011          | — | 5  | —  | —     | Вызван повесткой  | Обвинения сняты 23 января 2012 | [ 84 ]  |
| Ухуру Кениата |                | Кризис в Кении                 | 8 марта 2011          | — | 5  | —  | —     | Вызван повесткой  | Обвинения сняты 5 декабря 2014 | [ 83 ]  |
| Генри Козгей |                | Кризис в Кении                 | 8 марта 2011          | — | 3  | —  | —     | Вызван повесткой  | Обвинения сняты 23 января 2012 | [ 87 ]  |
| Фрэнсис Мутаура |                | Кризис в Кении                 | 8 марта 2011          | — | 5  | —  | —     | Вызван повесткой  | Обвинения сняты 18 марта 2013 | [ 84 ]  |
| Уильям Руто |                | Кризис в Кении                 | 8 марта 2011          | — | 3  | —  | —     | Вызван повесткой  | Дело в стадии предварительного производства | [ 87 ]  |
| Джошуа Санг |                | Кризис в Кении                 | 8 марта 2011          | — | 3  | —  | —     | Вызван повесткой  | Дело в стадии предварительного производства | [ 87 ]  |
| Муаммар Каддафи |                | Гражданская война в Ливии      | 27 июня 2011          | — | 2  | —  | —     |                   | Убит 20 октября 2011; дело прекращено 22 ноября 2011 | [ 89 ]  |
| Саиф аль-Ислам Каддафи |                | Гражданская война в Ливии      | 27 июня 2011          | — | 2  | —  | —     |                   | Находится на свободе | [ 90 ]  |
| Махмуд аль-Верфалли |                | Гражданская война в Ливии      | 15 августа 2017       | — | —  | 2  | —     |                   | Убит 24 марта 2021; дело прекращено 15 июня 2022 | [ 93 ]  |
| Абдулла Сенусси |                | Гражданская война в Ливии      | 27 июня 2011          | — | 2  | —  | —     |                   | Задержан в Мавритании; экстрадирован в Ливию 5 сентября 2012 | [ 94 ]  |
| Лоран Гбагбо |                | Кризис в Кот-д’Ивуаре          | 23 ноября 2011        | — | 4  | —  | —     | 30 ноября 2011    | Оправдан 15 января 2019 года. | [ 95 ]  |
| Симона Гбагбо |                | Кризис в Кот-д’Ивуаре          | 29 февраля 2012       | — | 4  | —  | —     |                   | Задержан в Кот-д’Ивуаре 11 апреля 2011 | [ 97 ]  |
| Шарль Бле Гуде |                | Кризис в Кот-д’Ивуаре          | 21 декабря 2011       | — | 4  | —  | —     | 27 марта 2014     | Оправдан 15 января 2019 года |         |
| Давид Санакоев |                | Война в Грузии                 | 24 июня 2022          | — | —  | 2  | —     | Вызван повесткой  | Находится на свободе | [ 98 ]  |
| / Михаил Миндзаев |                | Война в Грузии                 | 24 июня 2022          | — | —  | 5  | —     | Вызван повесткой  | Находится на свободе | [ 99 ]  |
| / Гамлет Гучмазов |                | Война в Грузии                 | 24 июня 2022          | — | —  | 5  | —     | Вызван повесткой  | Находится на свободе | [ 100 ] |
| Владимир Путин |                | Вторжение России на Украину    | 17 марта 2023         | — |    |    | —     | Вызван повесткой  | Находится на свободе | [ 101 ] |
| Мария Львова-Белова |                | Вторжение России на Украину    | 17 марта 2023         | — |    | —  | —     | Вызвана повесткой | Находится на свободе | [ 101 ] |
| Сергей Кобылаш |                | Вторжение России на Украину    | 5 марта 2024          | — |    | —  | —     | Вызван повесткой  | Находится на свободе | [ 102 ] |
| Виктор Соколов |                | Вторжение России на Украину    | 5 марта 2024          | — |    | —  | —     | Вызван повесткой  | Находится на свободе | [ 102 ] |
| Сергей Шойгу |                | Вторжение России на Украину    | 25 июня 2024          | — |    | —  | —     | Вызван повесткой  | Находится на свободе | [ 103 ] |
| Валерий Герасимов |                | Вторжение России на Украину    | 25 июня 2024          | — |    | —  | —     | Вызван повесткой  | Находится на свободе | [ 103 ] |
| Биньямин Нетаньяху |                | Война Израиля с ХАМАС (с 2023) | 21 ноября 2024        | — |    | —  | —     | Вызван повесткой  | Находится на свободе | [ 104 ] |
| Йоав Галант |                | Война Израиля с ХАМАС (с 2023) | 21 ноября 2024        | — |    | —  | —     | Вызван повесткой  | Находится на свободе | [ 104 ] |
| Мухаммад Дейф |                | Война Израиля с ХАМАС (с 2023) | 21 ноября 2024        | — |    | —  | —     |                   | Ликвидирован 13 июля 2024 | [ 106 ] |
| Хайбатулла Ахундзада |                | Ситуация в Афганистане         | 8 июля 2025           | — |    | —  | —     | Вызван повесткой  | Находится на свободе | [ 107 ] |
| Абдул Хаким Исхакзай |                | Ситуация в Афганистане         | 8 июля 2025           | — |    | —  | —     | Вызван повесткой  | Находится на свободе | [ 107 ] |
| Комментарии A За совершение нового преступления 13 июля 2012 года на Боско Нтаганда выдан дополнительный ордер на арест. B За совершение нового преступления 12 июля 2010 года на Омара аль-Башира выдан дополнительный ордер на арест. В момент выдачи ордера на арест являлся законным главой государства либо был избран главой государства уже после выдачи ордера. |                |                                |                       |   |    |    |       |                   | |         |

## Применяемые меры наказания и их исполнение
Международный уголовный суд применяет в качестве наказания только тюремное заключение. В качестве вспомогательного наказания может быть использована конфискация имущества и возвращение незаконно изъятого имущества законному владельцу.

## Противодействие стран

### США
В 2002 году администрация президента Джорджа Буша-младшего, вторгшаяся на территорию Афганистана в 2001 году и обеспокоенная началом деятельности Международного уголовного суда, приняла федеральный Закон о защите американских военнослужащих, запрещающий уголовное преследование в отношении американских граждан международными организациями. Подписанный в 1998 году Биллом Клинтоном договор об участии США в Римском статуте был не ратифицирован и отозван; в 2002 году Советом Безопасности ООН также была принята резолюция № 1422 сроком на один год, согласно которой решения МУС не имеют силы по отношению к гражданам страны, не являющейся членом Римского статута. В 2003 году по настоянию США, к этому времени уже вторгшихся в Ирак, была принята аналогичная резолюция № 1487 (также сроком на один год).
Также США в разные годы подписали с рядом государств отдельные двусторонние соглашения, призванные блокировать любое сотрудничество этих государств с МУС по вопросам, затрагивающих граждан США. Среди этих стран — Израиль, Индия, Таиланд.
Администрация президента Дональда Трампа была настроена более враждебно к действиям МУС, угрожая введением персональных санкций в отношении работников суда в ответ на расследования против американских граждан, связанных с возможными военными преступлениями в Афганистане. США были готовы ввести санкции против любого гражданина всех 120 стран Римского статута, который будет замечен в участии в расследовании.
В ноябре 2017 года прокурор МУС Фату Бенсуда внесла предложение в суд расследовать обвинения в нарушении прав человека во время войны в Афганистане, включая случаи изнасилования и пыток со стороны военных США и ЦРУ, преступления Талибана против человечности и военные преступления, совершённые Силами национальной безопасности Афганистана. В ответ на это советник президента США национальной безопасности Джон Болтон заявил, что МУС не имеет юрисдикции над США. Ввиду того, что резолюция СБ ООН № 1487 более не продлевалась, совет судей МУС принял решение начать расследования военных преступлений в Афганистане.
В июне 2020 году администрация Трампа использовала все доступные инструменты для давления на МУС. Генеральный прокурор США Уильям Барр заявил: «Мы обеспокоены тем, что иностранные державы, такие как Россия, манипулируют МУС, преследуя собственную повестку дня […] У правительства США есть причины сомневаться в честности МУС. Министерство юстиции США получило существенную и вызывающую доверие информацию, которая вызывает серьёзную обеспокоенность относительно продолжительного периода финансовой коррупции и злоупотреблений на высшем уровне в аппарате прокурора. Эта информация ставит под сомнение честность расследований МУС».

#### Санкции
11 июня 2020 года Трамп подписал приказ № 13928, предусматривающий ввод санкций против сотрудников МУС, независимых следователей и журналистов, помогающих находить доказательства военных преступлений, совершённых гражданами и военными США.
2 сентября 2020 года США ввели санкции против прокурора Фату Бенсуды и основателя МУС Факисо Мочочоко, так как МУС «продолжает действовать против американцев», а прокурор суда оказывает ему поддержку в этом.
В Евросоюзе санкции назвали «неприемлемыми и беспрецедентными», а также мешающими эффективной работе суда. Фату Бенсуда находилась в списке специально обозначенных граждан и заблокированных лиц с 2 сентября 2020 года по 2 апреля 2021 года, когда сложила с себя должность прокурора МУС. Под давлением США расследование было фактически свёрнуто и возобновило свою работу только 31 октября 2022 года.
6 февраля 2025 года Президент США Дональд Трамп подписал указ о финансовых санкциях против Международного уголовного суда. "Я, Дональд Трамп, президент Соединенных Штатов Америки, считаю, что Международный уголовный суд (МУС) совершает незаконные и безосновательные действия, направленные против Америки и нашего близкого союзника Израиля", - говорится в указе.

### Россия

#### Попытка внедрения российских разведчиков
По информации журналиста BBC news Гордона Корера российская разведка давно проявляла интерес к МУС. Этот интерес усилился после начала российского вторжения на Украину в феврале 2022 года. 3 марта 2022 МУС начал расследование военных преступлений, совершенных российской армией на Украине.
В конце 2021 года заявку на интернатуру в МУС подал гражданин Бразилии Виктор Мюллер Феррейра. Эта позиция дала бы ему доступ к внутренним документам суда. В апреле 2022 года Феррейра прибыл в Нидерланды, однако был задержан сотрудниками иммиграционной службы Нидерландов, разоблачен как российский разведчик и отправлен обратно в Бразилию, где был арестован за подделку документов и осужден к 15 годам тюремного заключения.

#### Ордер на арест В. Путина и российское уголовное дело против МУС
17 марта 2023 года Международным уголовным судом (МУС) в Гааге был выдан ордер на арест президента РФ Владимира Путина и Львовой-Беловой.

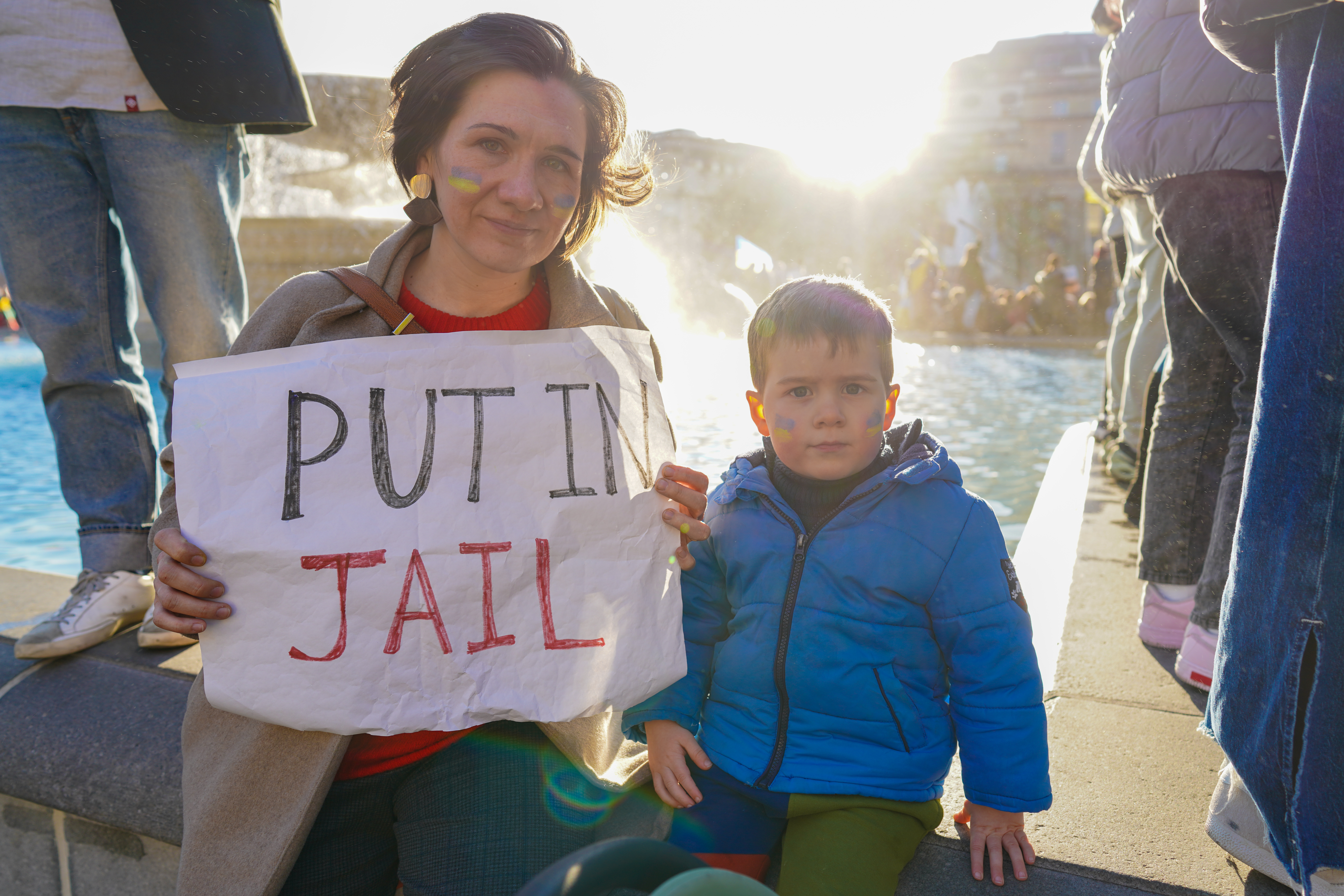
«Путина — в тюрьму» демонстрация в Лондоне

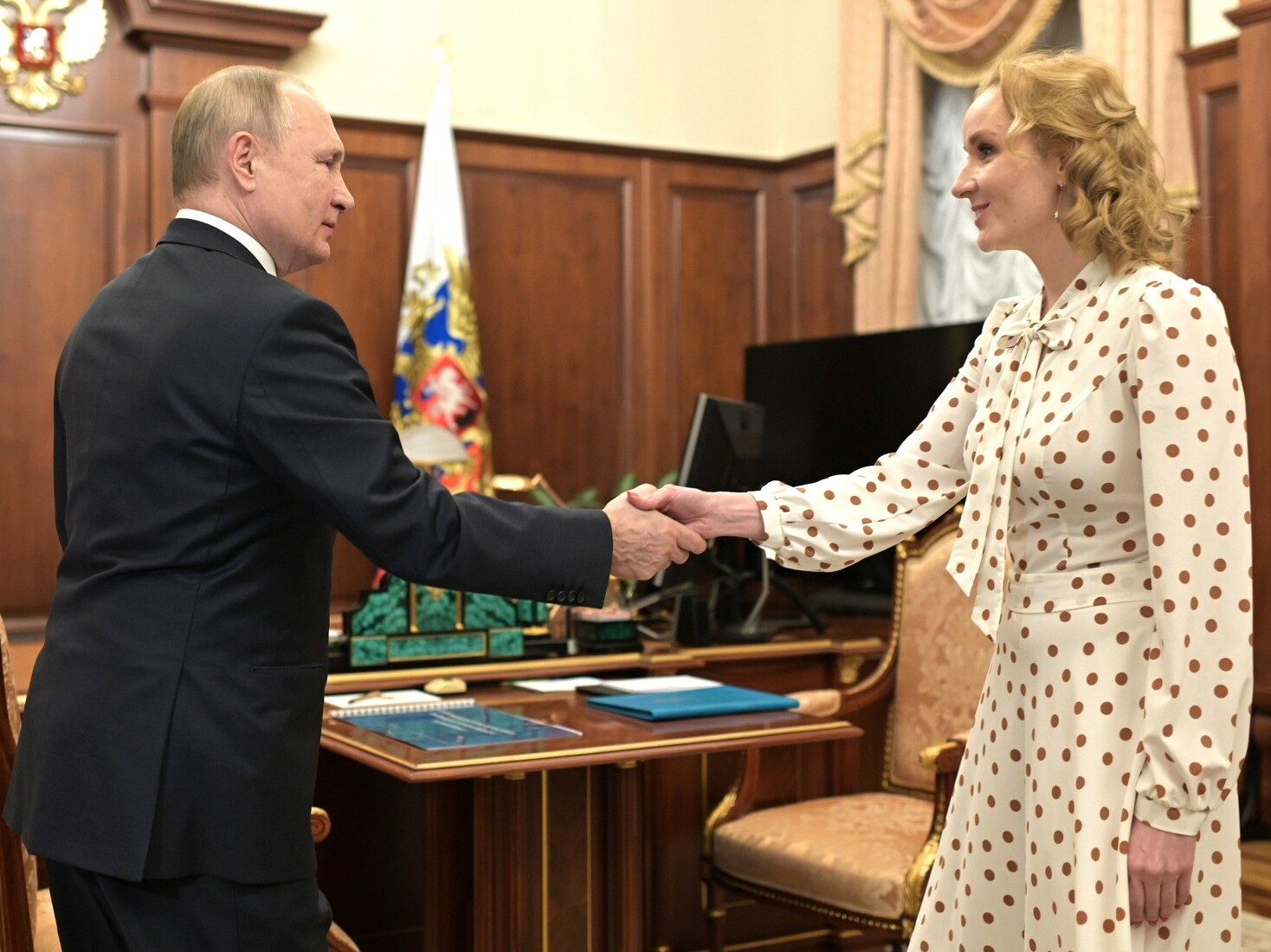
Путин и Львова-Белова

В ответ, 20 марта 2023 года, Следственный комитет России (СКР) возбудил уголовное дело против судей и прокурора МУС. В рамках возбужденного СКР уголовного обвинения выдвинуты в адрес прокурора МУС Хана Карима Асада Ахмада и судей МУС Томоко Аканэ, Розарио Сальваторе Айталы и Серхио Херардо Угальде Годинеса. Обвиняемым инкриминируются преступления, определяемые следующими статьями УК РФ:
- ч. 2 ст. 299 УК РФ (привлечение заведомо невиновного к уголовной ответственности, соединённое с незаконным обвинением в совершении особо тяжкого преступления);
- ч. 2 ст. 360 (подготовка к нападению на представителя иностранного государства, пользующегося международной защитой, с целью осложнения международных отношений).

Также российским МВД фигуранты уголовного дела (в частности Хан Карим Асад Ахмада) объявлены в розыск.

#### Ордера на арест С. Шойгу и В. Герасимова
24 июня 2024 года Международный уголовный суд в Гааге выдал ордера на арест С.Шойгу и В.Герасимова в связи с предполагаемыми военными преступлениями в ходе российского вторжения на Украину. Суд заявил, что есть достаточные основания полагать, что подозреваемые Шойгу и Герасимов несут ответственность за «нанесение ударов по гражданским объектам, причинение чрезмерного сопутствующего вреда гражданскому населению и гражданским объектам, а также преступления против человечности в виде бесчеловечных действий». В решении суда отмечалось, что они ответственны за ракетные удары по украинской энергоинфраструктуре, как минимум, с 10 октября 2022 года по 9 марта 2023 года.
Совет безопасности РФ назвал ордера МУС на арест Герасимова и Шойгу юридически бессмысленными и «элементами гибридной войны Запада против России», заявив, что «юрисдикция МУС не распространяется на Россию».

### Израиль
В декабре 2019 года прокурор МУС Фату Бенсуда заявила о том, что МУС будет расследовать военные преступления, совершенные в Палестине. Это относилось как преступлениям, совершёнными как израильтянами, так и палестинцами. При этом затронутые МУС вопросы включили «нарушение законов войны» со стороны израильских военнослужащих и создание еврейских поселений на Западном берегу реки Иордан.
Израиль отверг какое-либо участие МУС в любом юридическом урегулировании событий на территории Палестины. С точки зрения Израиля, Палестина не является суверенным государством, а сам Израиль не подписывал Римский статут и не подпадает под юрисдикцию этого суда. С точки зрения МУС, при этом, Палестина является его государством-участником с 1 апреля 2015 года.
5 февраля 2021 года Международный уголовный суд постановил, большинством голосов, что его территориальная юрисдикция распространяется на палестинские территории, занятые Израилем с 1967 года, а именно сектор Газа и Западный берег, включая Восточный Иерусалим. Израиль, при этом, отказался сотрудничать с МУС.
20 мая 2024 года прокурор Международного уголовного суда потребовал выдать ордер на арест Биньямина Нетаньяху и трех лидеров ХАМАС. Нетаньяху после этого заявил, что «это не остановит ни меня, ни нас», а президент Израиля Ицхак Герцог назвал действия суда «запредельно возмутительными» и сказал, что они «показывают, до какой степени международная судебная система находится под угрозой краха». Выдача ордеров в конечном итоге была отложена 28 июня 2024 по требованию Великобритании.
21 ноября 2024 МУС выдал ордер на арест премьера Израиля Биньямина Нетаньяху и бывшего министра обороны Йоава Галанта.

## Комментарии
1. ↑  В соответствии со статьями 36(10) и 39(3) Римского статута судьи, назначенные в Судебную или Апелляционную палату остаются в должности и после истечения срока своих полномочий до тех пор, пока не завершится рассмотрение любого дела, слушания по которому уже были начаты в соответствующей палате с их участием.
2. ↑  ICC ежегодно предлагает 200 мест в неоплачиваемую интернатуру с целью ознакомить страны-члены с повседневной практикой суда и предоставить возможность поработать под наблюдением опытных профессионалов[129].